# Чупићи
Чупићи, пореклом Добриловићи из Пиве, породица војводе мачванске кнежине Стојана Чупића (1765 - 1815), познатог као Змај од Ноћаја. Унук војводе Стојана Чупића арт. капетан Никола Чупић, био је ожењен Јермилом Обреновић, кћерком господар Јована Обреновића.

### Порекло
Чупићи су пореклом Добриловићи из Пиве у Старој Херцеговини, где се родио Стојан Чупић - Добриловић. Стојанов деда Тоде Добриловић био је старешина у месту Стојановог рођења . Тоде Добриловић доселио се у Мачву, а касније је дошао и Стојан, као дечак, где га је усвојио Страхиња Чупић, трговац. Стојан Добриловић је из захвалности узео презиме поочима Чупић.

### Војвода Стојан Чупић
Војвода пограничне мачванске кнежине Стојан Чупић, родио се у Пиви у Старој Херцеговини. 
Имао је сина Тому Чупића и кћерке Томанију (Току) и Василију. Тома Чупић је имао седам синова, а Томанија Чупић је била удата за једног трговца у Шапцу и имала сина Јакова, који је такође био трговац. Друћа кћерка Василија била је удата за трговца дрвима Куртовића у Шапцу. Њен син је арт. капетан Никола Чупић.
Стојан Чупић имао је три сестре Ђурђију, Катарину и Стану које су имале потомство.

### Арт. капетан Никола Чупић
Арт. капетан 1. кл. Никола Чупић (1834-1870), унук војводе Стојана Чупића, по кћерки Василији, на предлог кнеза Александра Карађорђевића узео је дедино презиме Чупић. Никола Чупић је завршио петогодишњу Артиљеријску школу (Војну академију) у Београду 1856. Унапређен је 1859. у поручника, 1861. у капетана 2. кл, а 1863. капетана 1. кл.
Артиљетријски капетан Никола Чупић био је ожењен Јермилом Обреновић, кћерком господар Јована Обреновића.
Имали су сина Јована Чупића, који је име добио по деди господар Јовану Обреновићу.
Нема Потомства.
За Николу Чупића је забележено да му је идеал било ослобођење Босне и да је у кнезу Михаилу видео личност која ће Босни донети слободу. Забележено је да је говорио „Ја желим да погинем за Босну и у њој“.. У математици је био најбољи међу артиљеријским официрима свога времена, а посвећен је био филозофији и књижевности. Никола Чупић је био познат у Београду као одличан шахиста. Посебно је волео и држао најбоље и најскупље јахаће коње

### Чупићева задужбина
Артиљеријски капетан Никола Чупић, према препоруци лекара, лечио се од туберкулозе у топлој клими у Алжиру, где је и умро у Орану 1870. године. Двадесетак дана пред смрт написао је тестамент, којим је 400 дуката оставио рођацима и својој послузи, а своју кућу у Шапцу и 16.000 динара у злату неменио оснивању књижевног фонда, познатог као Чупићева задужбина, која је издала многе књиге из српске историје и географије.

### Кнежевићи
Бошко Чупић, индустријалац. Његова кћерка удала се за генералштабног потпуковника Живана Кнежевића потомка кнеза Ђуке Филиповића и Марка Филиповића, Карађорђевог пашенога.

### Сродство
Чупићи су били у сродству са Обреновићима, Кнежевићима и др.